# ノヴィル
ノヴィルホールディングス株式会社（英: Novil Holdings Corporation）及びノヴィル株式会社（英: Novil Corporation）は、徳島県徳島市沖浜東に本社をおくサービス業を中心とするグループ企業。

## 概要
ノヴィルグループは、遊技場（パチンコホール）事業会社であるノヴィル株式会社の他、外食、自動車ディーラー、旅客運輸、ゴルフ関連事業、ゲームセンター、温浴施設、不動産開発、ベンディングサービス（自動販売機）、鋼構造物製作、土木建設業、酒造などの各種事業を行っている。
2006年4月に、パチンコホールを主力とした総合サービス業に特化する経営を推し進める事を目的に、小売（物販）部門をアクサスへ事業譲渡すると共に、2007年10月1日には、商号をシンクス株式会社からノヴィル株式会社へ変更し、経営体制の刷新を行った。その後はパチンコホールの新店のほか、ゴルフ練習場、フィットネスクラブ、ゲームセンターやスーパー銭湯などの開発を行っている。
2020年からはグループ会社を含めた持株会社体制に移行した。

## 沿革

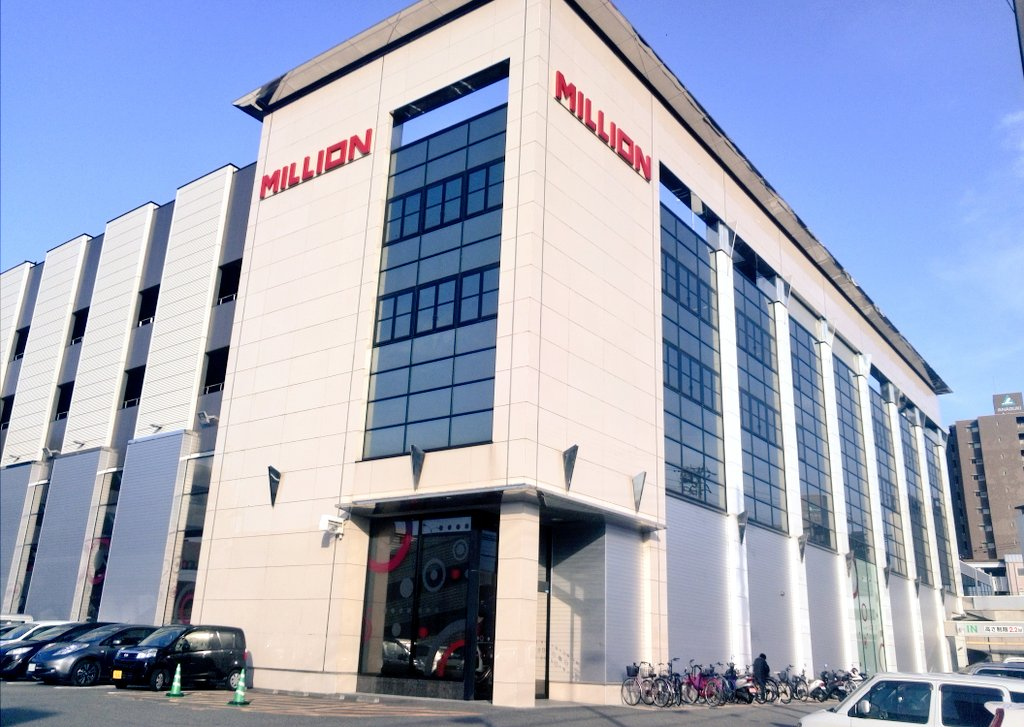
ミリオン中吉野店
徳島県内最大規模店舗

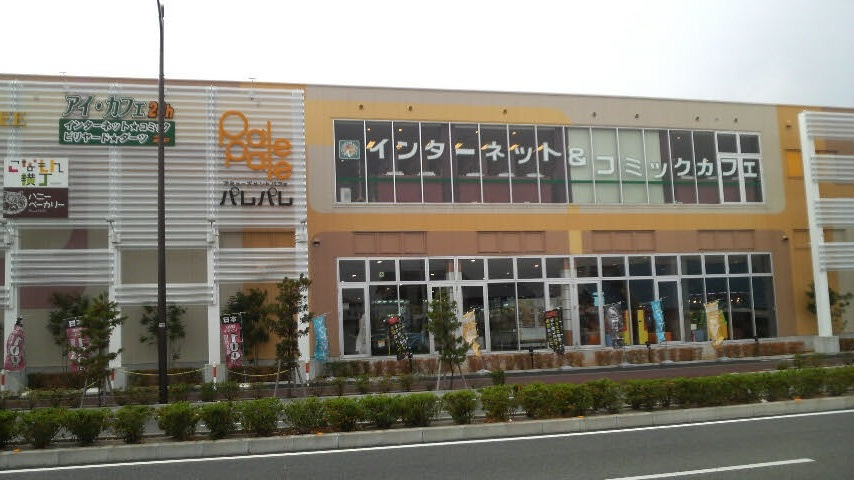
アソビバ!

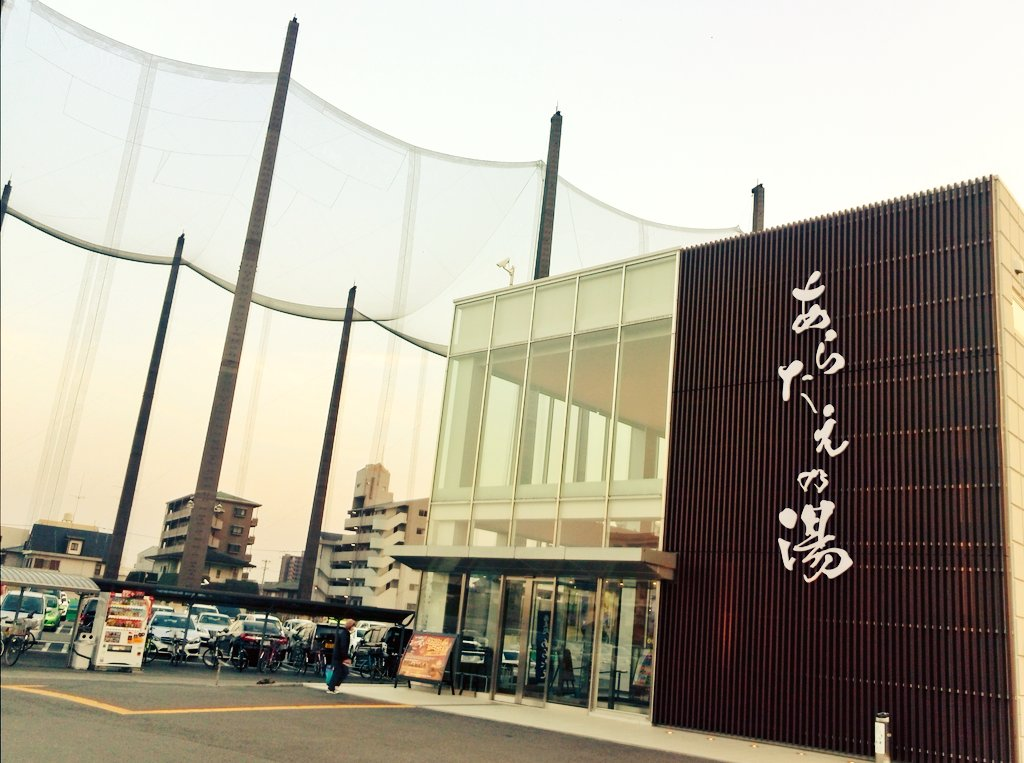
あらたえの湯とワンポイント

- 1933年 - 久岡國市により洋服縫製業者として創業。
- 1951年 - 徳島市内にパチンコホール「ミリオン」1号店をオープンし、パチンコ事業を開始。
- 1965年頃 - 富田タクシー株式会社を子会社化し、タクシー事業に参入。
- 1968年 - ミリオン商事株式会社設立。
- 1972年 - 久岡克佳が2代目社長に就任。
- 1985年 - カフェレストラン「ラ・パルマ」をオープンし、外食事業へ進出。
- 1991年 - 社名をシンクス株式会社に変更。
- 1994年 - 「木太ミリオン」を香川県高松市にオープンし、県外進出。
- 2004年 - 「SEEDS幕張店」（現・ミリオン幕張店）を千葉県千葉市にオープンし、首都圏進出。
- 2005年 - 「ミリオン明石店」を兵庫県明石市にオープンし、関西圏進出。またこの年、Jクラシックゴルフクラブを傘下に収め、ゴルフ場運営事業に参入。
- 2007年 - 社名をノヴィル株式会社に変更。代表取締役に久岡征司が就任。
- 2008年 - 「アソビバ!」を徳島市にオープン。
- 2011年 - 中央タクシーグループを買収。徳島県内最大のタクシー会社となる。
- 2012年 - パチスロメーカー「バルテック」を買収。グループ傘下とする。
- 2012年 - 「ゴルフ&フィットネス　ワンポイント」及び「あらたえの湯」を徳島市にオープン。
- 2016年 - パチンコメーカーの大和製作所を買収。グループ傘下とする。
- 2020年
  - 2月1日 - グループ会社を含めた持株会社体制に移行。（旧）ノヴィル株式会社を「ノヴィルホールディングス株式会社」に社名変更し、グループ統括会社とする。旧ノヴィルで行っていたパチンコ事業は新規設立会社「（新）ノヴィル株式会社」に移管する。
  - 8月 - 高知県のパチンコ店『ホームラン』を展開するホームラングループを買収。グループ傘下とする。
- 2025年5月23日 - パチンコ事業を平成観光（岐阜県多治見市）の子会社である株式会社MILLION Neoに会社分割により譲渡する予定[2][3]。

## 事業部門

### 遊技場（パチンコホール）事業
遊技場事業（ノヴィルでは「パチンコエンターテインメントディビジョン」と呼称）は、ノヴィルの中核をなす事業である。パチンコホール「ミリオン」を徳島県内に26店舗、香川県内に3店舗、兵庫県内に1店舗出店しているほか、千葉県内にも2店舗を出店している。
2009年より、随時「ミリオン○○店」と屋号の変更を行っており、当初は「SEEDS」のブランド名で展開していた首都圏の店舗も順次「ミリオン」のブランド名に変更された。
店舗の運営は、ノヴィル本社だけでなく複数のグループ会社（ノヴィルフロンティアなど5社）を通じて行っていたが、2019年9月より、グループ会社が運営する遊技事業を順次ノヴィルに集約している。
前述の通り、2025年5月23日付で平成観光の子会社であるMILLION Neoに事業譲渡される予定で、ノヴィルグループは74年間続けてきたパチンコ事業から撤退する予定。

### 外食事業
外食事業（ノヴィルでは「フードサービスユニット」と呼称）については、1985年にカフェレストラン「ラ・パルマ」をオープンしたのを皮切りに事業展開を開始し、現在では自社業態での店舗展開の他、複数のフランチャイズブランドも活用した店舗展開となっている。

### 自動車販売事業
自動車販売事業（ノヴィルでは「カービジネスユニット」と呼称）においては、新車販売（カーディーラー）と中古車の買取・販売事業を展開しており、ノヴィルフォーワード株式会社（2021年1月、ノヴィルオートモービルズ株式会社より社名変更）など3社が事業を展開する。
カーディーラー部門では輸入車を取り扱っており、プジョーの正規ディーラー、各ブランドの中古輸入車の販売、シトロエン・アルファロメオ・フォード・BMWの指定サービス工場を展開している。これらのブランドに関しては、いずれも徳島県内唯一の正規ディーラーである。プジョーはノヴィルフォーワードが、他ブランドのアフターサービスおよび中古輸入車の販売についてはマインオート株式会社がそれぞれ展開している。
中古車買取・販売部門は、ノヴィルカーベイス株式会社がカーセブンのフランチャイズ店舗を徳島県内で2店舗を展開している。

### ゲームセンター・温浴事業
ゲームセンター事業（ノヴィルでは「アミューズメントユニット」と呼称）では、徳島県内に2店舗、千葉県内に1店舗の計3店舗を展開する。うち1店舗は、ノヴィルが運営する複合レジャー施設「アソビバ!」内で営業している。また、徳島市南田宮にて大規模な岩盤浴施設をそなえた天然温泉付き温浴施設『あらたえの湯』も展開している。平成29年11月に徳島県鳴門市の鳴門競艇場の敷地内に『鳴門天然温泉　あらたえの湯』をオープン。　

### ゴルフ関連事業
ゴルフ関連事業（ノヴィルでは「ゴルフカルチャーユニット」と呼称）では、ゴルフ場の運営とゴルフ用品店（ゴルフショップ）およびゴルフ練習付きフィットネスクラブの営業を行っている。
ゴルフ場運営においては、阿波市土成町秋月の「Jクラシックゴルフクラブ」を運営している。Jクラシックについては、2005年に特別清算を開始した成井農林株式会社より、同社の子会社でJクラシックを運営していた熊倉興産の株式を取得するかたちで傘下に収めた。ゴルフショップについては、徳島市内で1店舗を展開している。
2007年よりABEMAツアーに協賛している。
- シンクスNovilカップ（2007年）
- Novilカップ（2008年 - 2019年、2022年 - ）
- PRGR Novil CUP FINAL（2009年）
- JGTO Novil FINAL（2010年 - 2019年）

### タクシー事業
タクシー事業（ノヴィルでは「タクシーサービスユニット」と呼称）は、ノヴィルの中でも遊技場事業に次ぐ歴史を持つ分野であり、1965年頃に徳島市の富田タクシー株式会社を子会社化して事業を開始した。2011年3月期の売上高は約2億5,000万円。
事業開始後長らく富田タクシー1社のみで事業を展開する状態が続いていたが、2011年11月に徳島交通圏（徳島市・名西郡・名東郡・勝浦郡）最大のタクシー会社である中央タクシーグループを事実上買収し、タクシー事業を拡大した。また、これに伴い、中央タクシーグループを構成する4社を3社に再編し、同時に「ノヴィルタクシーサービス（NTS）」の新名称を使用開始した。この買収によって、富田タクシーとNTS3社の合計保有車両数は141台となり、徳島県内最大のタクシー事業運営会社となっている。

### 卸売・物流事業
卸売・物流事業（ノヴィルでは「ロジスティクスサービスユニット」と呼称）では、外食事業を展開している関係から、酒類の卸売・小売を中心に事業を展開している。この他、宅配サービスなども展開している。また、傘下の日本酒蔵元である司菊酒造も本事業部門に分類されている。

### 鉄鋼構造物製造・設置事業
橋梁や水門のほか高潮や津波対策の閘門などの鉄鋼構造物の製造や設置、修繕等の公共工事（ノヴィルでは「パブリックワークスユニット」と呼称）は、傘下のノヴィルパブリックワークスが展開しており、ノヴィルグループで唯一の重工業分野となっている。1929年（昭和4年）4月に創業した可原工業株式会社を母体とし、その後オーエム工業株式会社への社名変更を経て、2009年（平成21年）に現社名になった。
橋梁鉄骨（橋桁）、水門などの鉄鋼構造物の開発・製造するほか、それら構造物の架設・据付工事の施工も行う。

### 金融事業
金融事業（ノヴィルでは「フィナンシャルサービスユニット」と呼称）は、傘下のノヴィルファイナンスが展開している。ノヴィルファイナンスは、クレジットカードの決済等に関わる事務処理の代理・代行を業としている。

### 不動産開発事業
不動産開発事業（ノヴィルでは「プロパティマネジメントグループ」と呼称）は、ノヴィル株式会社の他、傘下のノヴィルプロパティーズ、ノヴィルリアルエステートの2社を通じても展開している。ノヴィルグループが保有する不動産の管理・運用や、それ以外の不動産についての売買・賃貸借・テナント管理の仲介業務も行っている。

## グループ関連企業一覧
- ノヴィルフロンティア - パチンコ事業、フードサービス事業、メガソーラー事業、他
- ノヴィルアグリサービス - パチンコ事業、アグリカルチャー事業
- ノヴィルリーテイル - パチンコ事業、不動産賃貸業
- ノヴィルフォーワード - カーディーラー事業
- ノヴィルホールセール - 卸売事業、酒販事業
- ノヴィルプロパティーズ - 不動産管理・賃貸業、ゲームセンター事業
- ノヴィルリアルエステート - 不動産仲介業
- ノヴィルファイナンス - クレジットカード処理代理・代行業
- 富田タクシー - タクシー事業、駐車場運営業
- ノヴィルタクシーサービス徳島東 - タクシー事業
- ノヴィルタクシーサービス徳島北 - タクシー事業
- ノヴィルタクシーサービス徳島西 - タクシー事業
- ノヴィルパブリックワークス - 鉄鋼構造物製造・設置工事事業
- 司菊酒造 - 日本酒醸造業（日本酒蔵元）
- Jクラシックゴルフクラブ - ゴルフ場運営・管理業
- ノヴィルカーベイスス - 中古車買取・販売業
- マインオート - カーディーラー事業
- バルテック - パチスロメーカー
- 大和製作所 - パチンコメーカー